# Krajina přílivu
Krajina přílivu (Tideland) je film režiséra Terryho Gilliama z roku 2005. Scénář napsali na motivy románu Tideland Mitche Cullina Terry Gilliam a Tony Grisoni. Film byl natáčen v britsko-kanadské koprodukci v kanadské provincii Saskatchewan.
Film sleduje svět pohledem desetileté dívky Jelizy-Rose (Jodelle Ferland), která přežívá na starém opuštěném statku, v krajině, v níž, jak se zdá, nežijí žádní normální lidé. Dívenka odsud uniká do světa své fantazie. Film je (i ve srovnání s ostatními Gilliamovými díly) velice morbidní, bizarní a současně poetický.
Setkal se s rozpornými reakcemi u kritiky i u diváků.
Alena Prokopová snímek hodnotí jako „nekompromisně uzavřený všem ‚vnějším‘ kompromisům.“
Pro Věru Šmejkalovou je film „moderní Alenka v říši divů, jejíž inspirací se Gilliam rozhodně netají, psychotické leporelo, natočené jako pocta surrealismu.“
Podle Michala Michaloviče Gilliam „vsadil na prehnanú snahu o efekt, lacnú poburujúcu dráždivosť, ktorá však nie je ani poburujúca, ani dráždivá, len lacná.“